# Роман о Лондону
Роман о Лондону је историјски роман српског књижевника Милоша Црњанског, први пут објављен 1971. године у издању Нолита.

## Историјат
Црњански је Роман о Лондону писао у време када је као емигрант живео у Лондону, у врло незавидној материјалној ситуацији. Због тога многи оцењују да је роман једним делом и аутобиографско дело. Роман је 1971. године награђен НИН-овом наградом.

## Опис
Роман говори о животу руске емиграције у Лондону током педесетих година 20. века. У средишту приче јесте кнез Николај Родионович Рјепнин, некадашњи артиљеријски официр у штабу генерала Дењикина, који проживљава своју личну трагедију емигрантског живота.

## Издања
Роман је први пут изашао 1971. године у двотомном издању Нолита. Поново је штампан 1986. са предговором Марка Недића, у издању Нолита и БИГЗ-а, затим 2004. године, у саиздаваштву НИН-а и Завода за уџбенике и наставна средства. Критичко издање романа приредио је Светозар Кољевић 2006. године у издању Задужбине Милоша Црњанског. Роман излази и у Подгорици 2007. године. Објављен је још једном 2012. године у двотомном издању Mascom booking, као и 9. априла 2019. године у издању Лагуне.
Роман је преведен на мађарски, руски, француски и пољски језик.